# Bodajk
Bodajk (németül: Wudeck) város Fejér vármegyében, a Móri járásban. 2898 hektáros kiterjedésével a megye legkisebb közigazgatási területű városa, 2018-as adat szerint a lakónépesség és a lakások száma tekintetében is a legkisebb volt; a vármegye 12 nagyközsége is kivétel nélkül nagyobb területen helyezkedik el.

## Fekvése

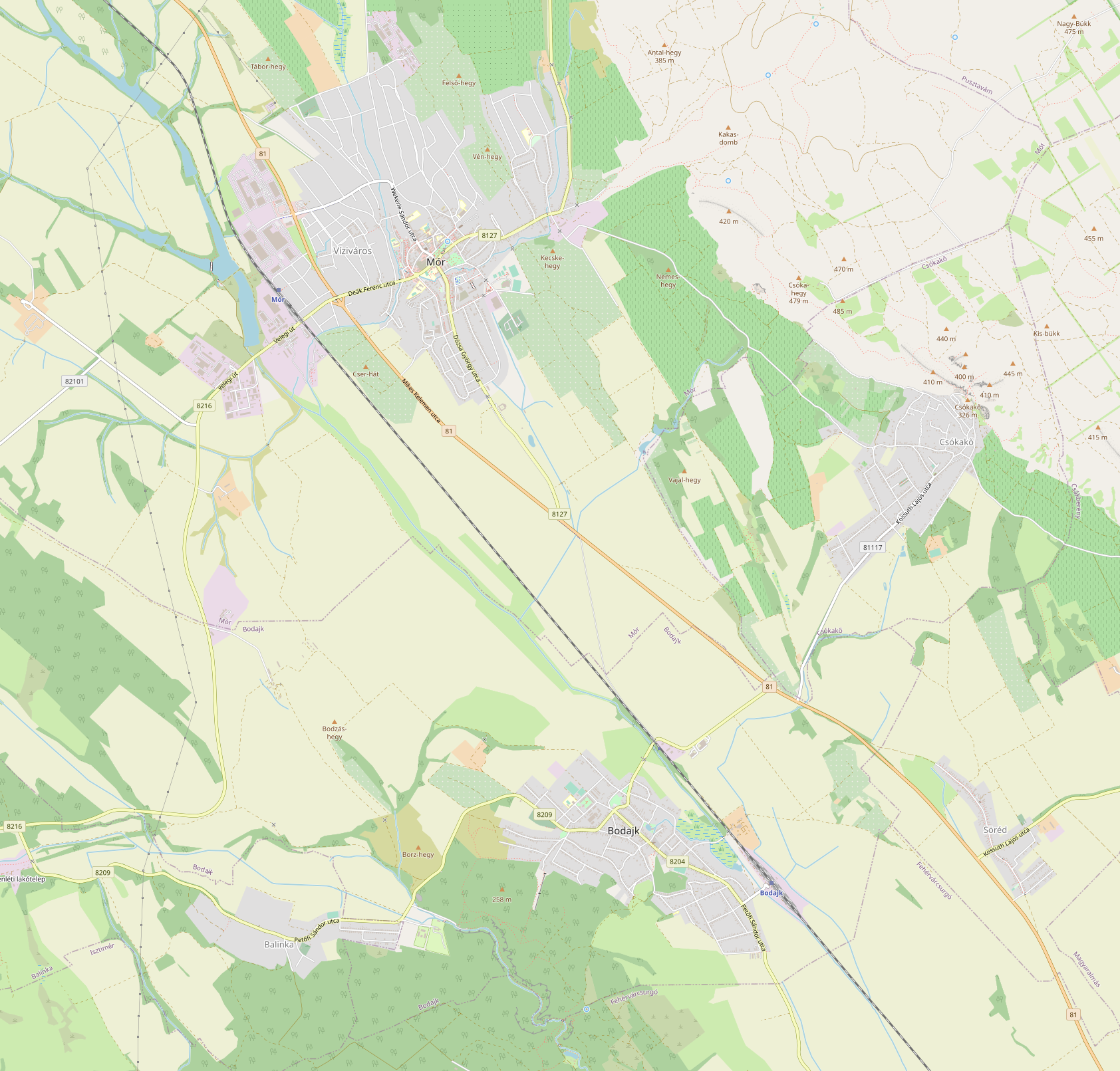
A község Mór környéke térképén

A Dunántúli-középhegység második fő vonulata, a Bakony aljában, a hegység keleti vége közelében, a Móri-árok peremén fekszik.
Főutcája a 8209-es út, amelybe itt torkollik be délkelet felől a 8204-es út. Keleti széle mellett húzódik a Székesfehérvártól Győrig vezető 81-es főút, külterületének északi részén pedig, bő három kilométernyi hosszban (a 26. és a 30. kilométerei között) elhalad a Zirc és Mór között húzódó 8216-os út is.
A települést a hazai vasútvonalak közül a MÁV 5-ös számú Székesfehérvár–Komárom-vasútvonal érinti, amelynek két megállási pontja van itt, Bodajk vasútállomás és Csókakő megállóhely. Előbbi a belterület délkeleti szélén helyezkedik el, közúti elérését a 8204-es útból kiágazó 82 302-es számú mellékút biztosítja. Utóbbi a központtól északra található, a 8209-es út vasúti keresztezésénél.

## Nevének eredete
Bodajk nevét a tőle északkeletre fekvő tájnyelvem Bodognak (hivatalosan Vértesnek) nevezett hegység nevéből származtatják, s többek között Bodoght, Bodak, Bodaik névváltozatok után a 19. században már a mai alakot használták.

## Története

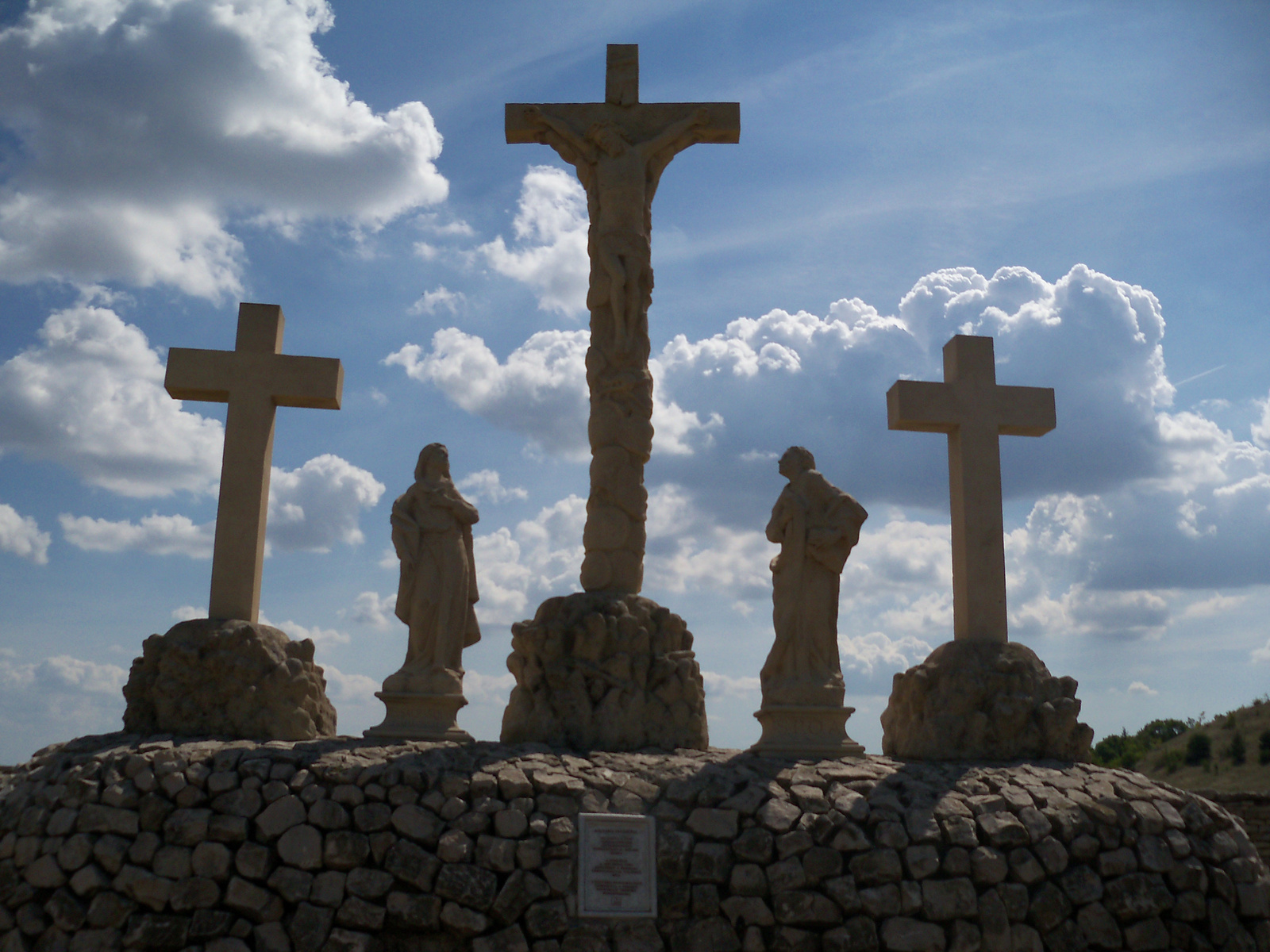
A kálvária

Már évszázadokkal a honfoglalás előtt az avaroknak, majd a rómaiaknak is állandó településük volt ezen a területen. A történeti szempontból meglehetősen megbízhatatlan Anonymus a Bodok hegy lábánál vezeti el a honfoglaló magyarok útját. Ha ez nem is felel meg a valóságnak, az kétségtelen, hogy ez a környék már abban az időben a fejedelmi törzs birtokában volt.
Bodajk középkori történetéről nem sokat tudunk – bár szép legendákat őriz a nép az Árpád-korból – de az bizonyos, hogy a lakosai számára küzdelmesen teltek a századok, hiszen a közelében lévő csókakői vár urai, a Rozgonyiak erősen sanyargatták őket. 1543-ban Fehérvár elestével Bodajk is török kézre került és nagyrészt elpusztult, de a kedvező adottságainak köszönhetően hamarosan újra benépesült. A török elűzése után, 1691-ben a Hochburg család kapta a csókakői-móri uradalom részeként birtokul a falut.
A 13. század elején még meglehetősen szerény népességű település gyorsan gyarapodott. Amikor 1774-ben mezővárosi rangot kapott, több mint 1200-an laktak itt. A lakosság száma a 19. század végéig tovább emelkedett egészen 2300 főig. Az 1870-es években megszűnt a mezővárosi rang Magyarországon, ekkor Bodajk nagyközség lett, de 1886-ig a mezőváros megjelölést címként használhatta. A századfordulót követő váratlanul nagy arányú kivándorlás azonban erősen megcsappantotta a népességét. Napjainkban is jelentős település, amely kiváló idegenforgalmi lehetőségekkel büszkélkedhet.
2008-ban városi rangot kapott.

## Közélete

### Polgármesterei
- 1990–1994: Zagyva Lajosné Rencz Katalin (független)[7]
- 1994–1998: Zagyva Lajosné Rencz Katalin (független)[8]
- 1998–2002: Zagyva Lajosné Rencz Katalin (független)[9]
- 2002–2006: Oszlánszki Zsolt (független)[10]
- 2006–2010: Oszlánszki Zsolt (független)[11]
- 2010–2014: Almádi István (független)[12]
- 2014–2019: Wurczinger Lóránt (Fidesz-KDNP)[13]
- 2019–2024: Wurczinger Lóránt (Fidesz-KDNP)[14]
- 2024– : Wurczinger Lóránt (Fidesz-KDNP)[1]

## Népesség
A település népességének változása:
| Lakosok száma | 4110 | 4094 | 4066 | 3911 | 3920 | 3836 | 3828 |
|               | 2013 | 2014 | 2015 | 2021 | 2022 | 2023 | 2024 |

A 2011-es népszámlálás során a lakosok 80,5%-a magyarnak, 0,4% cigánynak, 0,9% németnek, 0,2% románnak mondta magát (19,4% nem nyilatkozott; a kettős identitások miatt a végösszeg nagyobb lehet 100%-nál). A vallási megoszlás a következő volt: római katolikus 40,9%, református 10,9%, evangélikus 1,3%, görögkatolikus 0,2%, felekezeten kívüli 14% (31,9% nem nyilatkozott).
2022-ben a lakosság 90,1%-a vallotta magát magyarnak, 0,7% németnek, 0,6% cigánynak, 0,3% románnak, 0,2% szlováknak, 0,1-0,1% szerbnek, szlovénnek és bolgárnak, 2,4% egyéb, nem hazai nemzetiségűnek (9,8% nem nyilatkozott; a kettős identitások miatt a végösszeg nagyobb lehet 100%-nál). Vallásuk szerint 30,8% volt római katolikus, 9,6% református, 1,6% evangélikus, 0,1% görög katolikus, 0,1% ortodox, 0,7% egyéb keresztény, 1,4% egyéb katolikus, 16,2% felekezeten kívüli (39,4% nem válaszolt).

## Nevezetességei

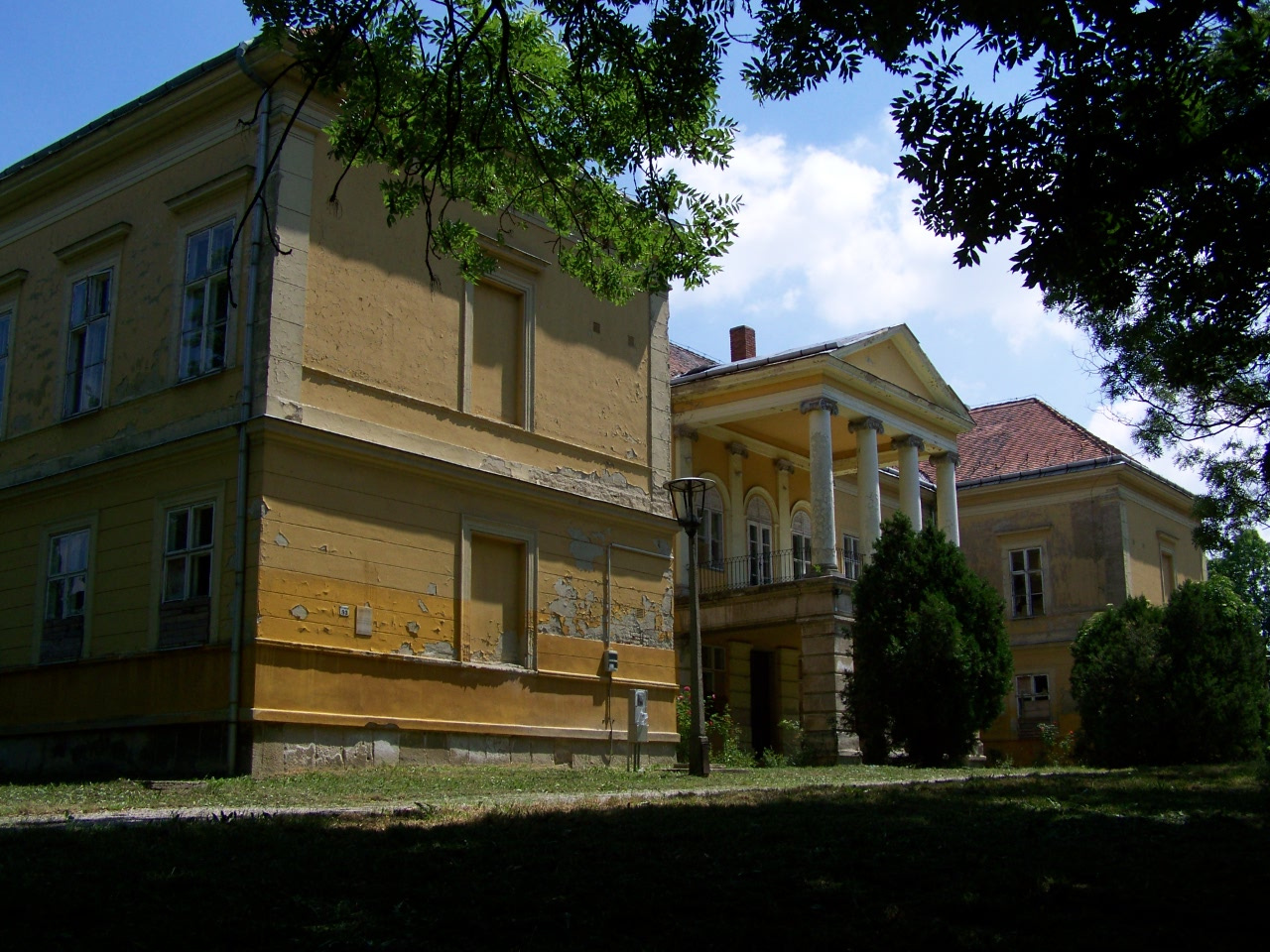
A Miske-kastély

Bodajk legismertebb épülete a Miske-kastély (korábban tévesen Hochburg-, vagy Hochburg-Lamberg-kastély) 1837 és 1839 között épült, klasszicista stílusban, Miske József megbízásából.
A másik fő nevezetesség, a bodajki kálvária 1736-ban készült. A három kereszt, Mária és Szent János evangélista szobra a kálváriadombon áll. A legenda szerint a domb belsejében barlang található, melynek nyílása a templon kertjébe vezet. Ebbe barlangba kincset halmoztak fel. A legenda alapját a domb keleti oldálán található kicsiny barlangnyílás adhatta. 
Az itteni Szent-kútról az a legenda terjedt el, hogy vize hétévenként elapad, majd újraindul. Bodajk szent kútját vallásos tisztelet vette körül, vizének gyógyító erőt tulajdonítottak. A hagyományok szerint többször is elzarándokolt ide Szent István és Szent Imre is, de járt itt Szent Gellért és Szent László király is. A szentkút melletti barokk stílusú Nagytemplomot 1744-ben Segítő Szűz Mária tiszteletére szentelték fel. A Nagytemplom Mária-kegyhely, amelyet a zarándokok pünkösdtől október végéig látogatnak.
A templom mellett található a kapucinus kolostor épülete, ma plébániaház, 1744 és 1747 között épült, barokk stílusban és 1860 körül romantikus stílusban építették át.
Ezeken kívül érdekes még Nepomuki Szent János 1803-ban, késő barokk stílusban készült szobra, valamint a községháza épülete, mely 1820-ban épült, klasszicista stílusban.
Szintén népszerű a Bodajki-tó, amit gyógyforrások táplálnak, akárcsak a szentkutat, így vize nagyszerűen alkalmas különböző reumatikus megbetegedések kezelésére. Sajnos a környéken folytatott bányászati tevékenység miatt a vízhozam töredékére csökkent, a tó elfolyásában lévő korábban lápos-rétes terület kiszáradt. 
A fürdő országos ismertségre Szekrényessy József (1811–1877) neves fővárosi ügyvéd, Széchenyi István belső munkatársának tevékenysége révén jutott, aki az 1850-es években hosszú időre bérelte és fel is virágoztatta, keresett gyógyhellyé emelte. Fia, Szekrényessy Kálmán (1846–1923) első magyar úszó, első sportlap-alapító, első Balaton-átúszónk is több ízben megfordult apja bérleményében.
A közelben van egy sípálya is a téli sportok szerelmeseinek.
A Kálvária mögötti kopár domb, a Kesellő egyik felét kőbányászat miatt szinte teljesen elhordták. Jól látható, hogy a domb szinte teljes egészében mészkőből áll, alig pár centiméteres termőréteggel.
A településen áthalad az Országos Kéktúra.
Kisboldogasszony ünnepe utáni hétvégén szokták tartani a Mária-napi búcsút. Erre az eseményre sokan zarándokolnak ide, hogy közös keresztutat járjanak, az első nap részt vegyenek a hagyományos körmeneten és oltárkerülésen, valamint a virrasztáson és a vasárnap tartott főbúcsúi szentmisén.

## Híres emberek
- Kerskay Imre (?–?) író 1798–1799-ben itt volt nevelő.
- Peske Géza (1859–1934) festőművész. Sírja a bodajki temetőben található. Nevét ma utca viseli a városban.
- Spányi Béla (1852–1914) naturalista festőművész. Az 1880-as évektől kezdve rendszeresen járt Bodajkra festeni, kikapcsolódni. A Magyar Nemzeti Galéria őrzi többek között a Faluvége, vagy a Bodajki Kálvária című műveit.
- Szekrényessy József (1811–1877) ügyvéd, író, titkár, Széchenyi István belső bizalmas munkatársa, ismert reformkori fővárosi kulturális szervező és mecénás
- Fent János (1905-1992) festőművész, operaházi díszletfestő. Gyakran festett bodajki tájat, utcarészletet.

## A település az irodalomban
- Története szerint egy Bodajk nevű nagyközség az egyik fő helyszíne Berkesi András Barátok című regényének; a könyv a második világháború alatt még jelentős sváb többségűként, lakosságát illetően nagy arányban Hitlerhez húzóként mutatja be a települést. A regényben azonban számos olyan információ olvasható, amik egyértelművé teszik, hogy nem a Fejér megyei Bodajkról van szó, hanem egy fiktív dél-dunántúli faluról, közel a jugoszláv határhoz.

## Képgaléria

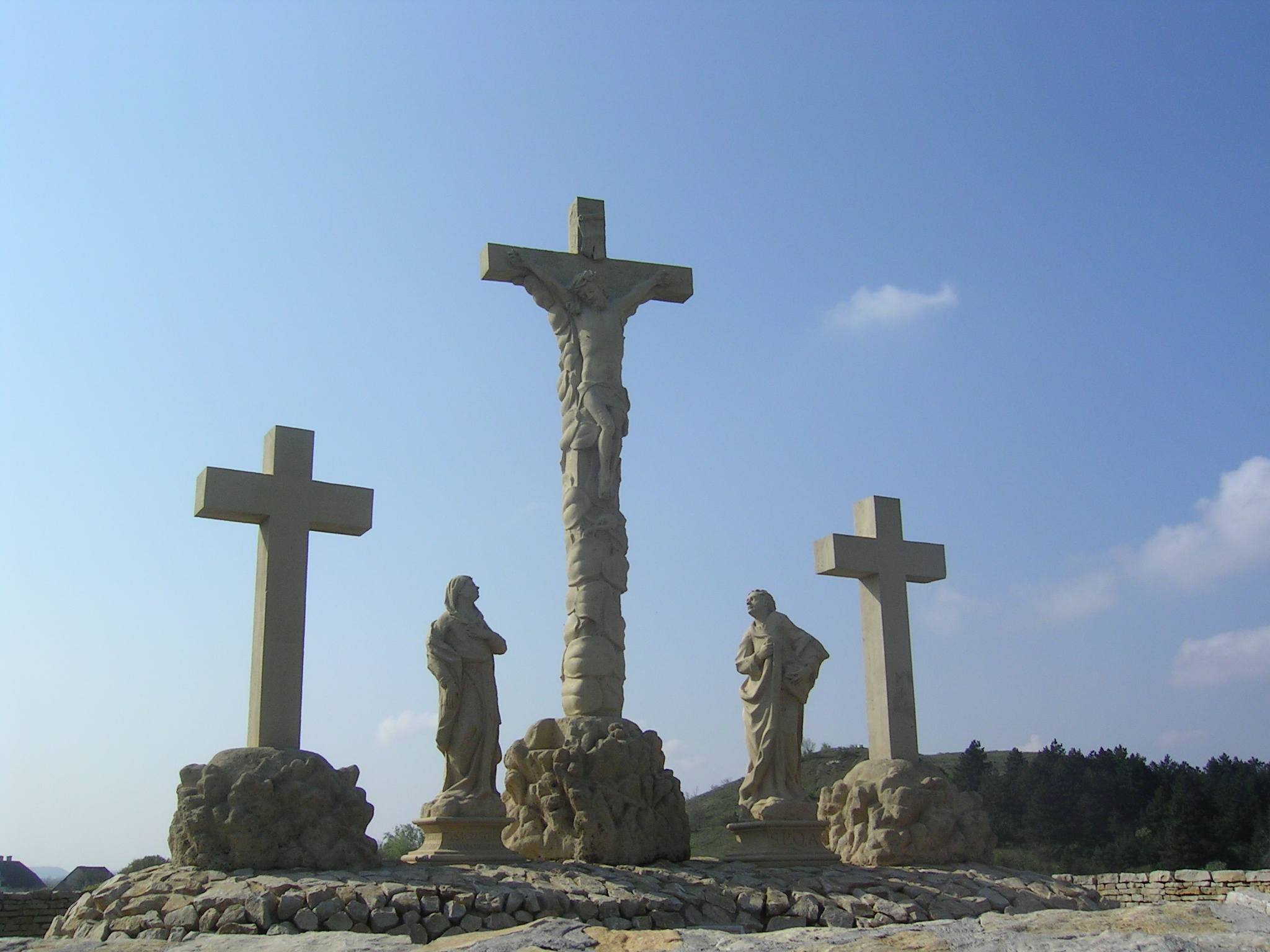
Bodajk - kálváriadomb
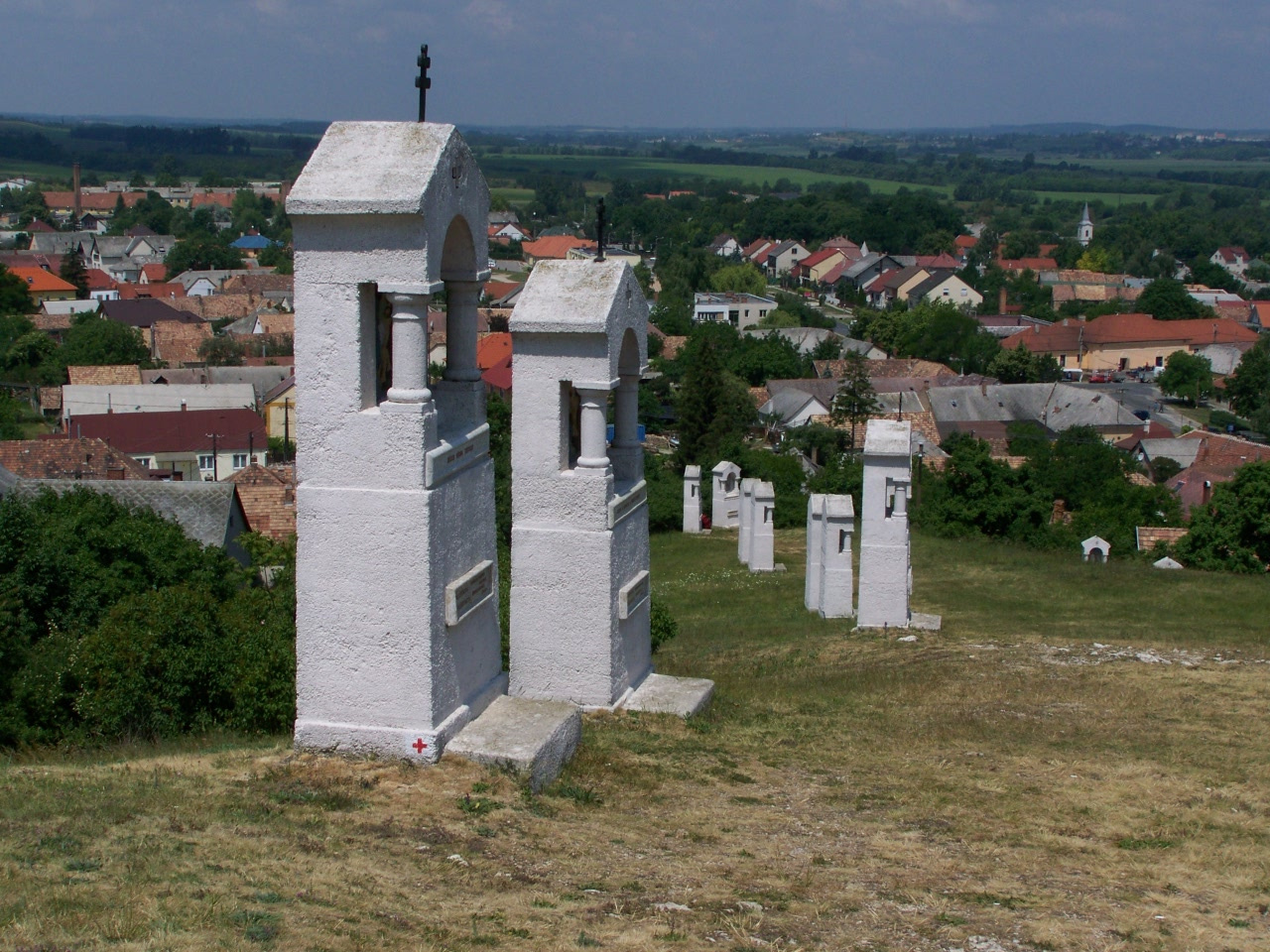
Stációk (15036. számú műemlék)
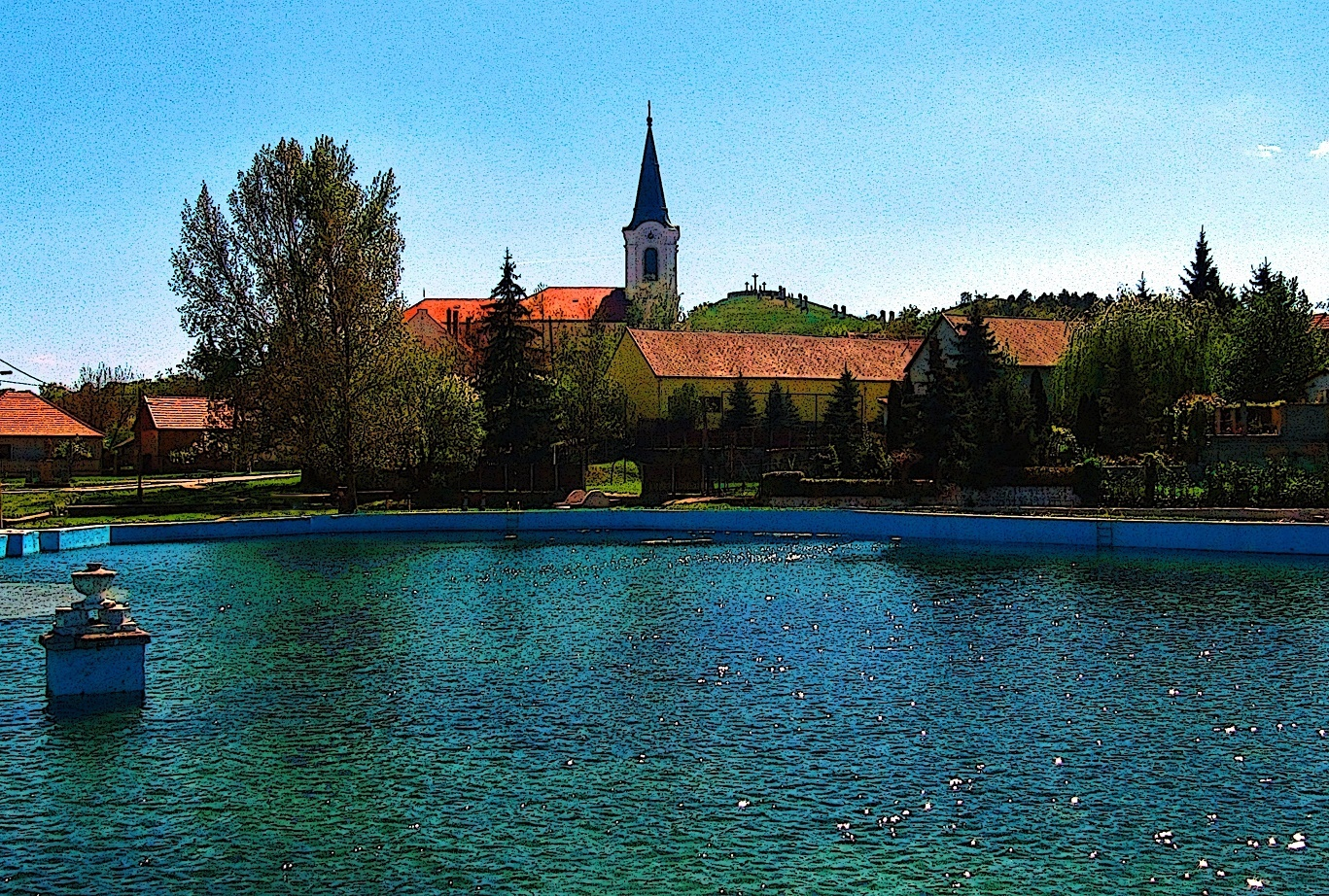
Bodajk
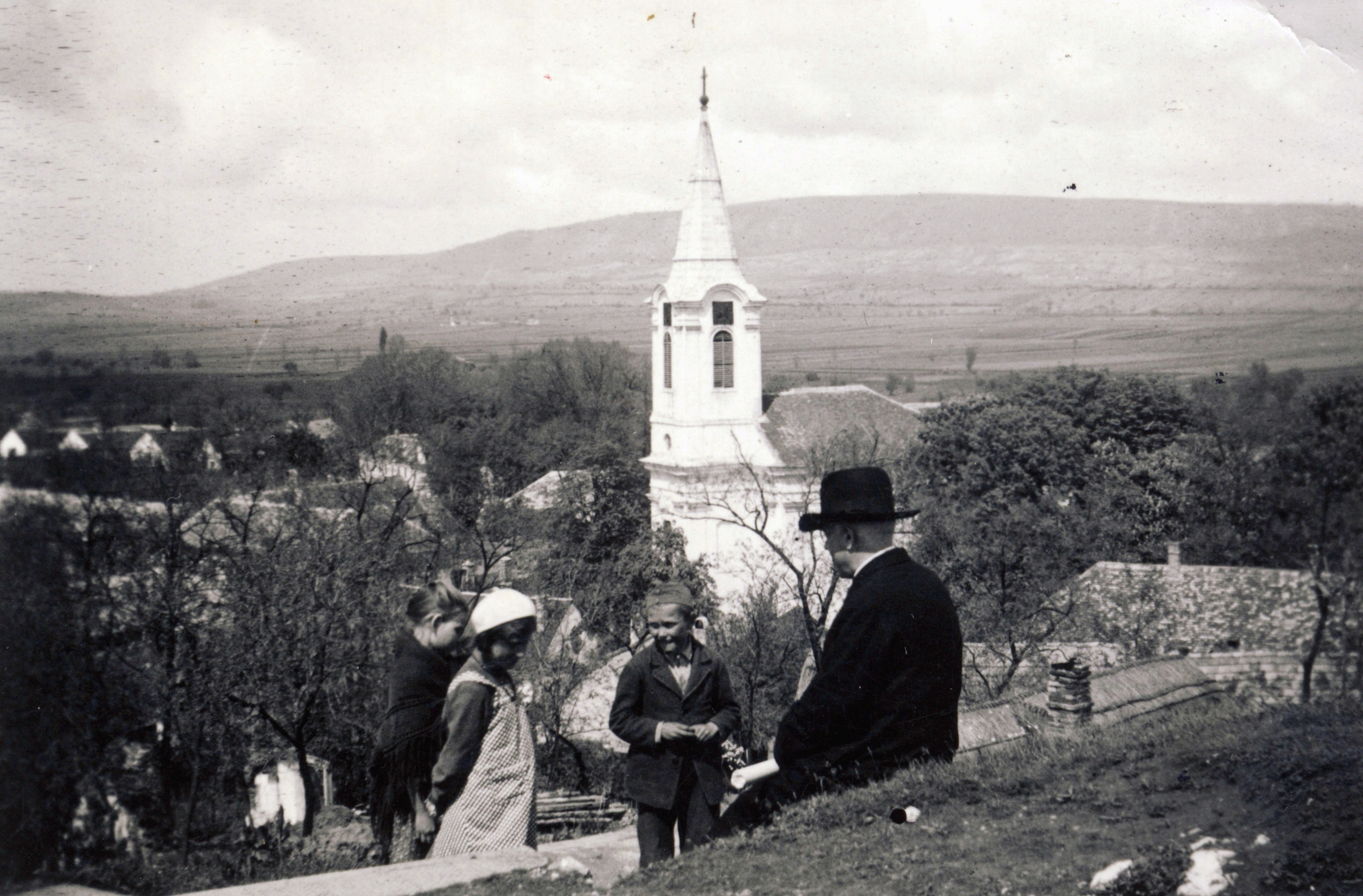
Kilátás a Kálvária dombról, szemben a Segítő Szűz Mária-kegytemplom. A gyerekekkel Bangha Béla jezsuita hitszónok, a Központi Sajtóvállalat, a Magyar Kultúra folyóirat alapítója.
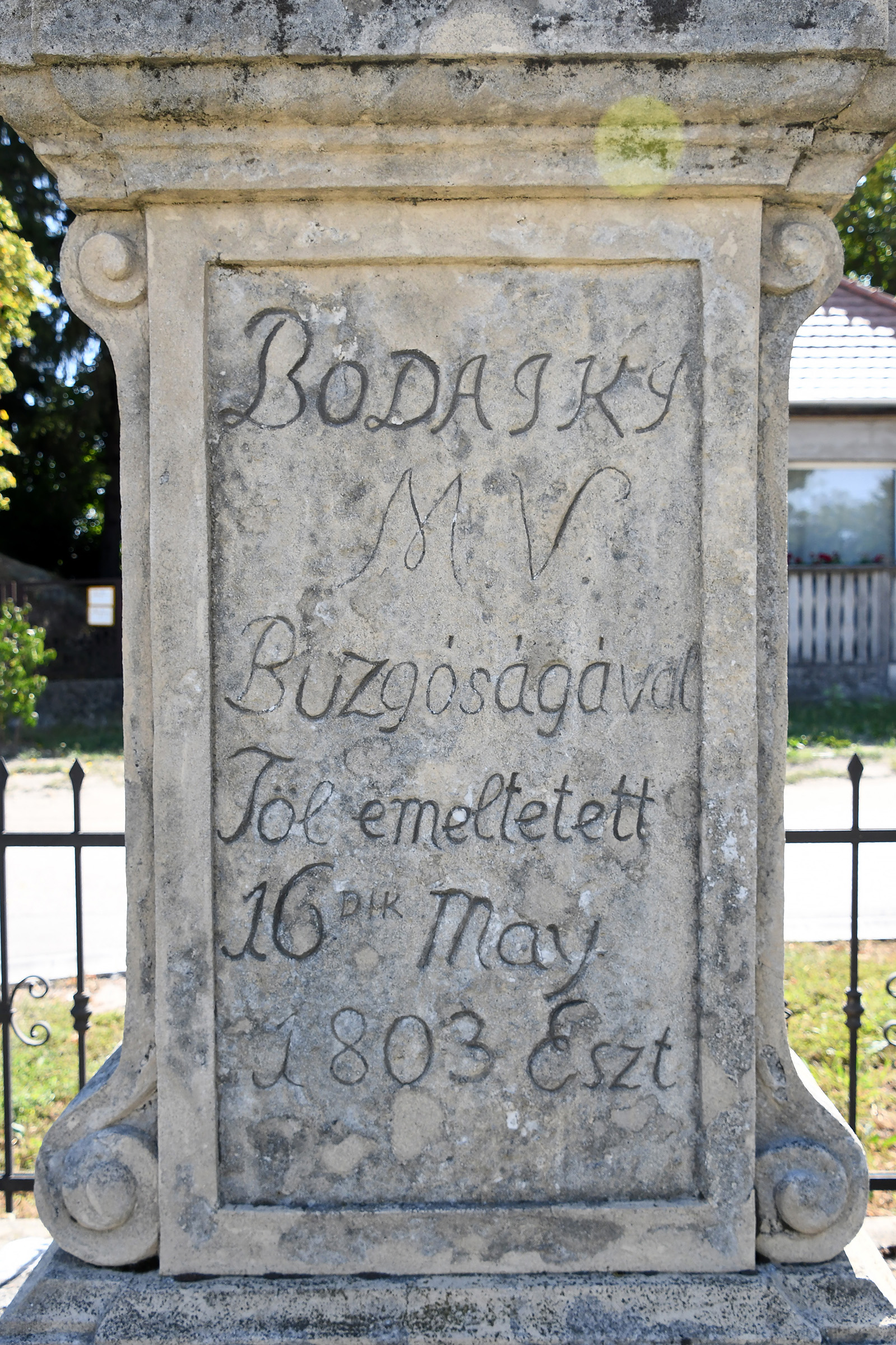
Bodajk, Nepomuki Szent János-szobor
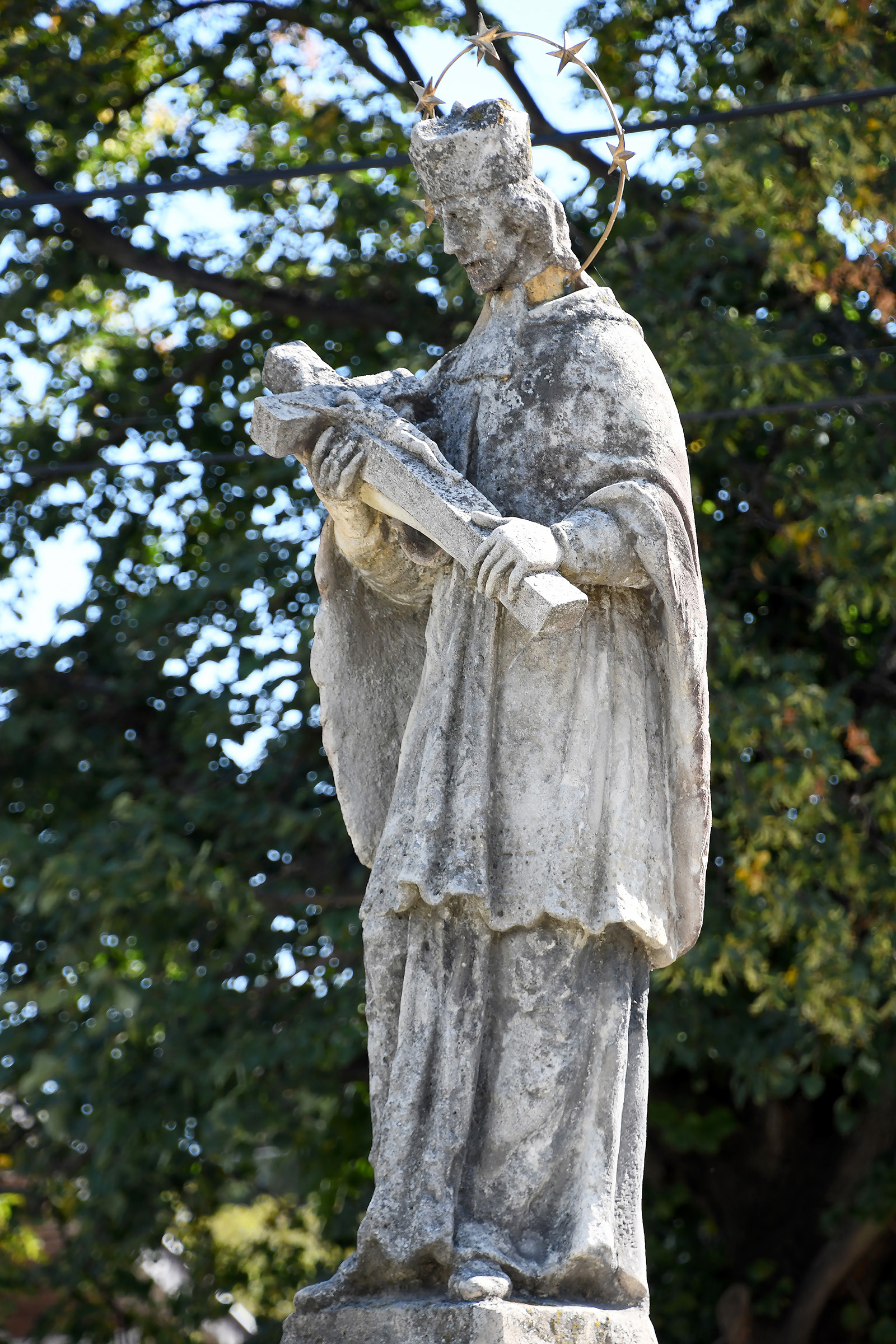
Bodajk, Nepomuki Szent János-szobor
Esti látkép a kivilágított templommal fotó:Rider Matthew
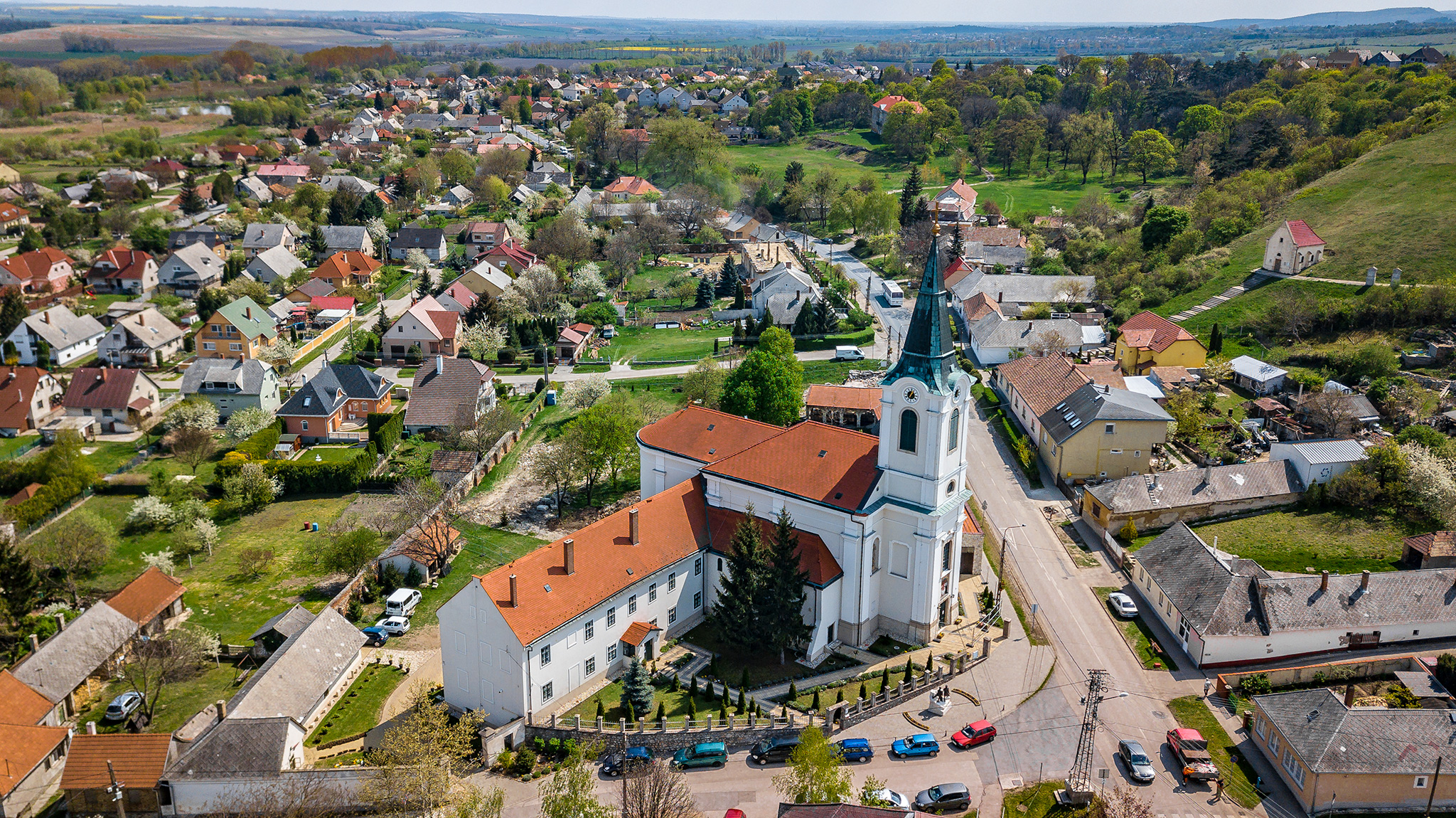
Légi felvétel a kegyhelyről és Bodajkról fotó:Rider Matthew